# Svenska Israelsmissionen
Svenska Israelsmissionen var en svensk missionsförening.
Svenska Israelsmissionen grundades som Föreningen för Israelsmission 1875 för att verka för att omvända judar till kristendomen. Den namnändrades  till Svenska Israelsmissionen 1934. 
Svenska Israelsmissionen hade sitt säte i Stockholm, från 1907 i Messiaskapellet på Idungatan 4. Man hade sin mest aktiva tid under 1930- och 40-talen. Bland annat bedrevs missionsarbete i Wien. Under andra världskriget gjorde organisationen under Birger Pernow, tillsammans med Svenska Missionsförbundet, insatser för att rädda judar och kristna av judisk börd till Sverige från Österrike. Det beräknades att organisationerna fick ut 3 000 personer, varav 300 kom till Sverige.
Svenska Israelsmissionen drev det år 1950 grundade Svenska teologiska institutet i Jerusalem. Organisationen upplöstes 1975 och dess verksamhet, inklusive Svenska teologiska institutet, togs över av Svenska kyrkans Mission.
En ny organisation, som sedermera fick samma namn, bildades i Göteborg 1989 i opposition mot den glidning från mission till dialog som pågått under efterkrigstiden och fullbordades efter uppgåendet i Svenska Kyrkans Mission. Den nya Svenska Israelsmissionen lades ned 2012. Missionsorganisationen Källan (1999-) ser sig sedan 2013 som arvtagare till den första (1875-1975) och den senare (1989-2012) Svenska Israelsmissionen.

## Litteratur

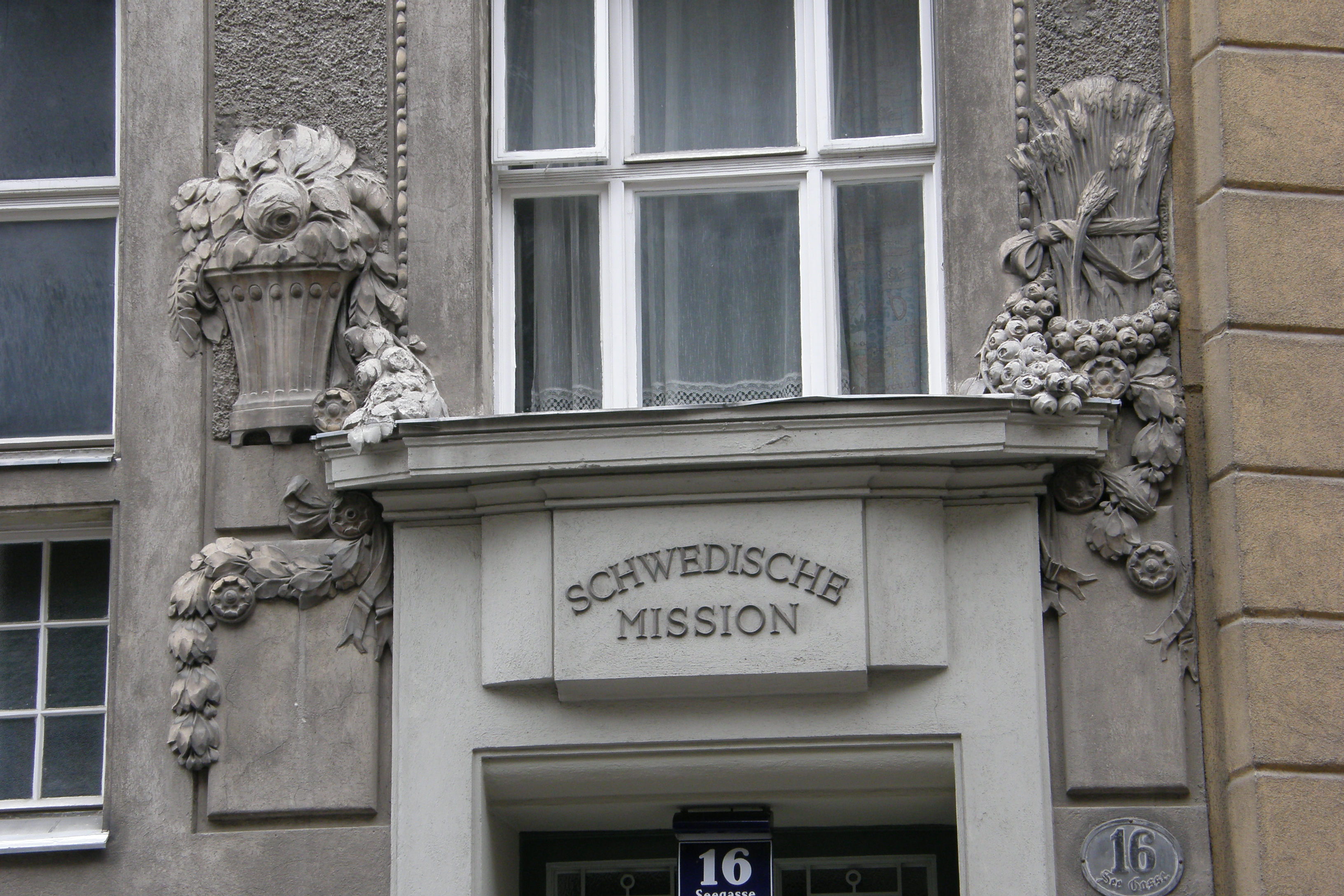
Wien: SCHWEDISCHE MISSION